# HD 53811
HD 53811，又名CD-49 2587，SAO 218427、HR 2672，是一颗恒星，视星等为4.93，位于銀經259.91，銀緯-18.41，其B1900.0坐标为赤經7h 1m 17.6s，赤緯-49° -18.41′ 16″。